# France Joli
France Joli, nata Joly (Montreal, 2 febbraio 1963), è una cantante canadese.

## Biografia
Nata a Montreal, l'artista iniziò la sua carriera nel 1974 prendendo parte a spot pubblicitari e talent show. Più tardi pubblicò i successi disco Come to Me (1979) e Gonna Get Over You (1981). In seguito partecipò a diversi programmi televisivi e una serie di concerti tenuti a Las Vegas con il duo Peaches & Herb.

## Discografia

### Album in studio
- 1979 – France Joli
- 1980 – Tonight
- 1982 – Now!
- 1983 – Attitude
- 1985 – Witch of Love
- 1998 – If You Love Me